# Галия (медресе)
Галия́ — медресе, существовавшее в Уфе с октября 1906 по 1919 год при второй Уфимской соборной мечети для татар и других тюркских народов. С 1919 года — школа 2-й ступени для татар и башкир. Основатель и директор медресе до 1918 г. — Зияитдин Камалетдинов (Зия Камали).

## Учебный процесс
Обучение в медресе было шестилетним; принимали учащихся в возрасте с 15 до 45 лет на основе экзаменов; поступающие должны были иметь начальное образование. Основное место в учебной программе занимали традиционные дисциплины: история и философия ислама, толкование Корана, жизнь пророка Мухаммада, а также языки: арабский, османский, русский, тюрки. Преподавание этих предметов было поставлено на уровень высших учебных заведений. Также изучались психология, педагогика, дидактика, литература, чистописание. Преподавали З. Кадыри, Т. Бадиги, С. Зиганшин, Л. Биксурин, Г. Терегулов, Х. Фазылов, И. Абдишев и другие. Многие из преподавателей получили образование в Египте, Сирии, Турции и других странах. В 1915 году по просьбе демократически настроенных учащихся в медресе начал преподавать татарский язык и татарскую литературу Г. Ибрагимов, историю тюркских народов — А.-З. Валиди, историю и теорию педагогики — Ф. А. Давлеткильдеева (первая женщина-педагог в медресе), географию, историю и физкультуру — Х. Зайни, физику — Г.Сатыев, математику — Х. Гисматуллин, химию, педагогику, методику — Г.Шанаси, французский язык — С.-Ш. Джиганша, музыку — Вильгельм Клеменц.

## Выпускники
250 выпускников медресе стали учителями в начальных и средних школах, более 300 выпускников — врачами и инженерами, научными работниками, агрономами.
Медресе окончили известные писатели, общественные и государственные деятели Башкортостана и Татарстана: Мажит Гафури, Шайхзада Бабич, Хасан Туфан, Сайфи Кудаш, Карим Хакимов, Нуриагзам Тагиров, Карим Идельгужин, Халиков, Мансур Хатыпович, деятель народного образования Казахстана Н. Манаев, Султан Габяши и другие.
На торжественном юбилее медресе 26 декабря 1916 года директор обнародовал следующие цифры: за 10 лет в «Галия» прошли обучение 950 юношей, из них 224 человека не татарской национальности. Выпускники работали в 28 губерниях, в 230 школах разных ступеней, обучая при этом 17 тысяч детей, по всей России. 38 человек работали указными, 14 военными муллами, а 29 выпускников стали к этому времени деятелями культуры.
Постановлением Совета Министров СССР и ЦК ВКП(б) от 10 февраля 1948 г. медресе «Мухаммадия» и «Касымия» в Казани, «Галия» и «Усмания» в Уфе, «Хусаиния» в Оренбурге, «Расулия» в Троицке, Буби в дер. Иж-Бобья были приравнены к педагогическим училищам, то есть к средним специальным учебным заведениям в смысле официального признания образовательного уровня и прав выпускников этих дореволюционных учебных заведений.
70 процентов выпускников медресе «Галия», составлявших национальную элиту, были уничтожены в 1930-40-х годах.

## Здание медресе
В 1907 на средства городских филантропов (купца С. Назырова, дворянки С. Джантуриной-Тевкелевой) было построено трехэтажное здание по улице Уфимской (адрес в настоящее время: улица Чернышевского, 5. Первый его камень был положен муфтием М. Султановым.
Во время Гражданской войны, здание было сожжено белыми частями. Оно было полностью отремонтировано только при содействии Наркома просвещения Башкирской АССР К. А. Идельгужина — бывшего выпускника медресе.
В 1919 медресе было преобразовано в мужскую школу второй ступени для башкир и татар. В дальнейшем татарская школа № 15, которая просуществовала до середины 1970-х гг. Здание передано уфимской школе-интернату № 92 (для умственно отсталых). С 3 октября 1988 года оно внесено в список Памятников культуры и градостроительного искусства в Республике Башкортостан.
В январе 2001 года решением президиума Уфимского городского совета бывшее здание медресе «Галия» было передано Российскому исламскому университету Центрального Духовного управления мусульман России.